# スターライト (1989年のパチンコ機)
『スターライト』は、1989年9月にSANKYOが発売した、センター役物の中にクルーンを搭載したパチンコ機のシリーズ名。
スターライトⅠとスターライトⅡの2機種がある。

## 概要
3つ穴クルーンを搭載した普通機。一般的には釘を調整し、振り分け式の一発台として運用されていた。スーパーコンビ(1985年)と同様の3つ穴クルーンを使い、大当たり入賞口の周辺の釘構成も同じようなものとなっている。

## スペック
- スターライトⅠ
  - 賞球数 ALL10

- スターライトⅡ
  - 賞球数 ALL13

- 新スターライトⅠ
  - 賞球数 ALL10

- 新スターライトⅡ
  - 賞球数 ALL13

## 演出
クルーンの手前の穴が大当たりに繋がるスーパーコンビと違い、奥の左右の穴への入賞が大当たりになる。一般的には右奥の穴に入賞した時に大当たり状態となるように釘調整がされることが多かったが、左奥の穴が当たりになるような調整がされる地域も存在した。